# Коценбург, Сейдж
Сейдж Коценбург (англ. Sage Kotsenburg; род. 27 июля 1993 года, Кер-д’Ален, Айдахо, США) — американский сноубордист, выступавший в слоупстайле и биг-эйре.
- Олимпийский чемпион 2014 года в слоупстайле;
- Серебряный призёр X-Games в слоупстайле (2012);
- Бронзовый призёр X-Games в биг-эйре (2011).

На Олимпийских играх в Сочи Коценбург стал первым спортсменом, выигравшим золото в мужском слоупстайле на Олимпийских играх, так как слоупстайл дебютировал на Олимпийских играх. После Олимпийских игр 2014 года лишь раз в феврале 2016 года выходил на старт этапа Кубка мира.